# 东平战役
东平战役是1945年5月，在抗日战争即将结束之时，八路军在山东西部的东平县、东阿县等地对日军及华北治安军发起的战役。此次战役是冀鲁豫1945年夏季战役的一部分。

## 战斗经过
5月7日，冀鲁豫军区下达了“作字第4号”命令。
17日，战役正式开始。同日，八路军一举攻入东阿县城。
18日凌晨，八路军攻入东平县城。
19日，攻入日军司令部，全歼日军。
24日，战役结束。